# Вільялькон
Вільялькон (ісп. Villalcón) — муніципалітет в Іспанії, у складі автономної спільноти Кастилія-і-Леон, у провінції Паленсія. Населення — 70 осіб (2010).
Муніципалітет розташований на відстані близько 230 км на північний захід від Мадрида, 39 км на північний захід від Паленсії.

## Демографія
Динаміка населення (INE ):

## Галерея зображень

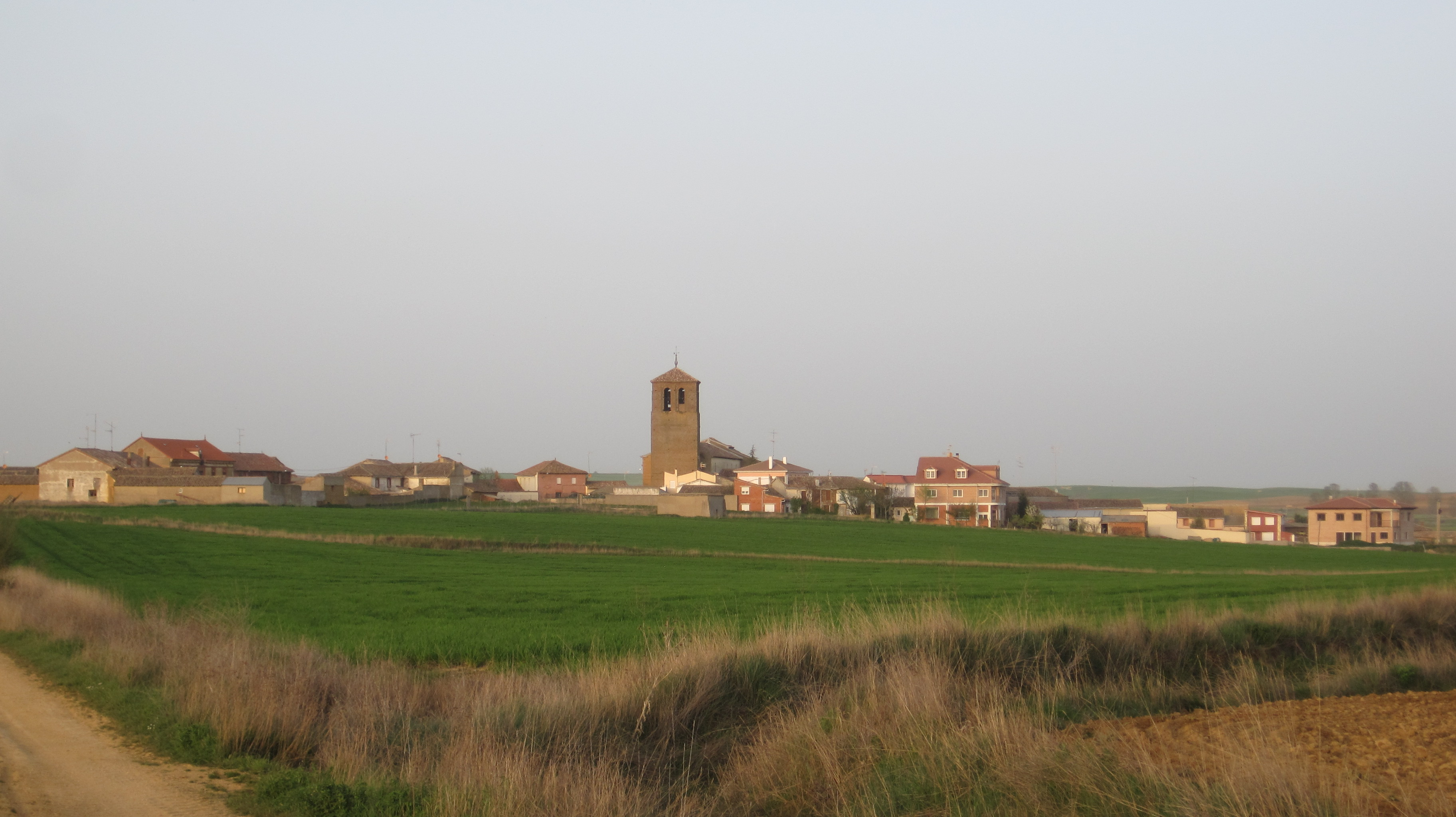
Панорама